# Альб-Дунай (район)
Альб-Дунай (нем. Alb-Donau-Kreis) — район в Германии. Центр района — город Ульм. Район входит в землю Баден-Вюртемберг. Подчинён административному округу Тюбинген. Занимает площадь 1357,32 км². Население — 190 182 чел. Плотность населения — 140 человек/км².
Официальный код района — 08 4 25.
Район подразделяется на 55 общин.

## Города и общины
Города
1. Блаубойрен (11 845)
2. Дитенхайм (6 622)
3. Лайхинген (10 968)
4. Лангенау (14 244)
5. Мундеркинген (5 142)
6. Шельклинген (7 105)
7. Эрбах (13 224)
8. Эхинген (25 931)

Объединения общин
Общины
1. Альмендинген (4 623)
2. Альтайм (1 804)
3. Альтайм (558)
4. Амштеттен (3 984)
5. Ассельфинген (1 010)
6. Баймерштеттен (2 505)
7. Баллендорф (643)
8. Бальцхайм (2 013)
9. Бергхюлен (1 973)
10. Бёрзлинген (165)
11. Бернштадт (2 006)
12. Блауштайн (15 113)
13. Брайтинген (264)
14. Вайденштеттен (1 240)
15. Вестерхайм (2 851)
16. Вестерштеттен (2 196)
17. Гризинген (1 015)
18. Грундсхайм (205)
19. Дорнштадт (8 585)
20. Зетцинген (635)
21. Иллеркирхберг (4 727)
22. Иллерриден (3 322)
23. Лаутерах (602)
24. Лонзее (4 768)
25. Мерклинген (1 867)
26. Неллинген (1 857)
27. Ненштеттен (800)
28. Неренштеттен (358)
29. Обердишинген (1 977)
30. Обермархталь (1 302)
31. Оберштадион (1 611)
32. Рамминген (1 282)
33. Рехтенштайн (297)
34. Роттенакер (2 210)
35. Унтервахинген (183)
36. Унтермархталь (941)
37. Унтерштадион (731)
38. Хаузен-ам-Буссен (305)
39. Херольдстатт (2 574)
40. Хольцкирх (269)
41. Хюттисхайм (1 363)
42. Шнюрпфлинген (1 335)
43. Штайг (3 208)
44. Эллинген (488)
45. Эмеринген (136)
46. Эмеркинген (824)
47. Эпфинген (2 273)